# Hjortsberga
Hjortsberga  è una piccola area urbana (tatört) che si trova nel comune di Alvesta nella contea di Kronoberg, nella Svezia meridionale.